# Rhabdothamnopsis sinensis
Rhabdothamnopsis sinensis là một loài thực vật có hoa trong họ Tai voi. Loài này được Hemsl. miêu tả khoa học đầu tiên năm 1903.